# IC 238
IC 238 ist eine linsenförmige Galaxie vom Hubble-Typ S0 im Sternbild Widder auf der Ekliptik. Sie ist schätzungsweise 271 Millionen Lichtjahre von der Milchstraße entfernt und hat einen Durchmesser von etwa 95.000 Lichtjahren.
Das Objekt wurde am 12. Oktober 1887 vom französischen Astronomen Lewis A. Swift entdeckt.